# Odo de Arezzo
Odo de Arezzo, también conocido como Odón de Arezzo, Oddone d'Arezzo o Abad Oddo, (fl. a finales del siglo X) fue un compositor, teórico de la música y abad italiano de la Edad Media. "Odo" es el nombre de diversos músicos medievales cuya identidad ha sido objeto de confusión y atribuciones erróneas. Un tonario y un tratado de finales del siglo X escritos por un "abad Odo" se consideran la obra de Odo de Arezzo y no de Odo de Cluny.

## Vida
Realmente son muy escasos los datos que se conocen acerca de su vida. De hecho, se reducen solamente a que fue abad en la localidad de Arezzo, en la Toscana. En su actividad como religioso benedictino se sabe que trabajó para Donatus, el obispo de Arezzo.

## Obra
Un tonario con un análisis de los modos se conserva en cerca de 20 manuscritos, de los cuales cuatro atribuyen específicamente la composición del texto que "el religioso señor Abad Oddo que era experto en el arte de la música". Los tonarios o "libros de tonos" eran libros de cantos que normalmente incluían las antífonas y responsorios. Se trata de una compilación de cantos gregorianos clasificados por tonos, partiendo de cuatro finales de modo. Son obras de carácter teórico y práctico, pero no litúrgico que tienen una gran importancia a la hora de reconstruir la historia de la teoría modal.
Los cantos del propio de la misa en el tonario, con sus frecuentes referencias al obispo Donato de Arezzo, indican que este "Abad Oddo" había compilado su obra en Arezzo a finales del siglo X. A pesar de varias versiones diferentes que existen del texto, algunas de ellas procedentes de monasterios considerablemente alejados de la ciudad, la asociación con Arezzo es evidente incluso en las versiones que muestran una modificación sustancial.
El prólogo del tonario se titula "Formulas quas vobis", se encuentra en sólo seis manuscritos, todos aquellos cuyo origen está en el centro o el sur de Italia, tres de ellos contienen atribuciones a Odo. La falta de adscripción a este autor en las otras fuentes no quiere decir que él no fuese el autor: las revisiones sucesivas de su obra no necesariamente mantenían la mención del nombre del autor original del texto. El trabajo no lleva título en los manuscritos existentes y su primera palabra, "formulas", sugiere una descripción de las fórmulas modales más que hacer referencia a un tonario. Sin embargo, varios tratados de Guido de Arezzo presentan expresiones tales como formulae modorum, tonorum, super tonos e in modum formulis, o, simplemente, el término toni para referirse a un tonario, a diferencia de regulae que podría hacer alusión a un tratado sobre teoría de la música.
La contención de Merkley en cuanto a que el prólogo pueda ser una recopilación más tardía se basa en la intención anunciada por el prólogo de reformar las asignaciones modales de los cantos y la posterior demostración de que la antífona O beatum Pontificem deberían ser clasificados como tono 1 más que como tono 2 y ser asignado a la differentia 7 A pesar de que esta designación tonal enmendada es seguida por varios tonarios italianos y uno del sur de Francia (F-Pn lat.7185), todos ellos relacionados con el prólogo (o viceversa), ninguno asigna la mayoría de sus antífonas en la misma clase melódica que O beatum pontificem a la differentia 7. La misma enmienda, sin embargo, fue transmitida en el siglo XII como prototipo de la fórmula modal "revisada" en el tonario De modorum formulis. El número de differentiae en el prólogo de la I-MC Q318, pp.125-7 concuerda en cada uno de los ocho tonos con el tonario que sigue en el mismo manuscrito.
Otras obras relacionadas con Odo de Arezzo son:
- De modorum formulis: tonario anónimo compuesto durante la segunda mitad del siglo XI, que muestra la influencia del trabajo de Odo.
- Dialogus de musica: tratado anónimo, recopilado en la provincia de Milán. Fue erróneamente atribuido a Odo debido a que el autor menciona que el abad Odo había corregido la antífona O beatum pontificem por razones modales.